# Надежда Панайотова
Надежда Пламенова Панайотова е българска актриса, певица и преподавател. Тя е магистър по публична реч, преподавател по правоговор в НАТФИЗ „Кръстьо Сарафов“ и в школи МОНТФИЗ.  Известна е с озвучаването на филми и сериали.

## Биография
Родена е в град Шумен на 26 декември 1979 г. През 1998 г. завършва Национална гимназия за хуманитарни науки и изкуства „Константин Преславски“.
През 2002 г. завършва актьорско майсторство за драматичен театър в НАТФИЗ в класа на професор Надежда Сейкова и доцент Веселин Ранков.
Първата ѝ професионална роля на сцена е Кристи в „Ще те накарам да се влюбиш“ в Национален музикален театър „Стефан Македонски“ през 2001 г.
Играе ролята на Надежда в пиесата „Майките“, документален спектакъл на ДОКС ПОПУЛИ.
Работи с група A#cappella сформирана от нейни колеги, с които изпълняват различни джаз стандарти, евъргрийни и други, играе и в театрални постановки. Продължава да учи актьорско майсторство.
През 2021 г. участва в осмия сезон на риалити музикално шоу „Гласът на България“ с изпълнението си на песента „Слагам край“ на „Замръзналото кралство“, която е озвучила. Влиза в отбора на Галена.

### Участия в театъра
Драматичен театър „Стоян Бъчваров“
- 2002 – Соланж в „Слугините“ от Жан Жоне, режисьор Мл. Алексиев
- 2002 – Керъл Мелкет в „Черна комедия“ от Питър Шафър, режисьор Борислав Чакринов
- 2003 – Сива госпожа в „Момо“ от Михаел Енде, режисьор Веселин Димов
- 2003 – Зара в „Зарови ме в небето“ от Александър Чакъров, режисьор В. Тамахкяров
- 2003 – Джуниър в „Псета“, режисьор Георги Велчовски
- 2004 – Анжелика в „Жорж Данден“ от Молиер, режисьор С. Ристевска
- 2005 – Милка в „Член 223“ от Ст. Л. Костов, реж. Александър Илинденов
- 2005 – „Срещнали се два дявола“ от Елин Пелин, режисьор Надежда Сейкова
- 2005 – Медицинска сестра в „Крум“ от Ханох Левин, режисьор Явор Гърдев
- 2006 – Ивон Феева в „Време да обичаш, време да умреш“ от Фриц Катер, режисьор Гергана Димитрова
- 2006 – Оливия в „Странната двойка“ от Нийл Саймън, режисьор Андрей Аврамов
- 2006 – Снахата в „Български работи“ по текстове на поп Минчо Кънчев, режисьор Андрей Аврамов
- 2007 – Госпожа Терзийска в „Службогонци“ от Иван Вазов, режисьор Пламен Панев
- 2007 – Дойката в „Ромео и Жулиета“ от Уилям Шекспир, режисьор Десислава Боева
- 2008 – „Какъв прекрасен свят“ (мюзикъл), текстове Людмил Станев, реж. Д. Данаилова
- 2008 – Вена в „Големанов“ от Ст. Л. Костов, реж. Александър Илинденов
- 2008 – Мартирио в „Домът на Бернарда Алба“ от Ф.Г. Лорка, режисьор Стоян Радев Ге. К.
- 2008 – Сузана в „Дамски шивач“ от Жорж Фейдо, режисьор Румен Велев, музика Стефан Димитров[4]

Роли в детски спектакли
- Снежанка в „Снежанка и седемте джуджета“, режисьор Н. Петков
- Куклата Роза в „Когато куклите не спят“, режисьор Стоян Радев Ге. К.
- Овчарката в „Овчарката и коминочистачът“, режисьор Д. Стоянов
- Кума Лиса в „Писмо до Дядо Коледа“, режисьор Д. Данаилова[5]

## Кариера в дублажа
Панайотова се занимава с дублажи на филми и анимации от 2010 г. Първата ѝ роля е тази на Вироглава в „Как да си дресираш дракон“. Участва в дублажите на БНТ, Александра Аудио, Доли Медия Студио, Медиа Линк, Про Филмс и Саунд Сити Студио.
На 6 юни 2014 г. е наградена с грамота за своята работа като Елза във филма „Замръзналото кралство“.
| Актьор            | Заглавия | Роли              |
| ----------------- | --- | ----------------- |
| Беатрис Вендрамин | Групата на Алекс Групата на Алекс: Как да пораснем, макар че сме родители                                                                                              | Ема Ферари        |
| Грейс Ролек       | Стивън Вселенски (епизод 37 – 42) Стивън Вселенски: Филмът Стивън Вселенски: Бъдещето                                                                                  | Кони Махешаран    |
| Емили Мортимър    | Изобретението на Хюго (дублаж на БНТ) Мери Попинз се завръща | Лизет Джейн Банкс |
| Зоуи Дешанел      | Тролчета (дублаж на Александра Аудио) Тролчета: Турнето Тролчета: Бандата се събира                                                                                    | Бриджит           |
| Идина Мензел      | Замръзналото кралство Треска по Замръзналото кралство Замръзналото кралство: Коледа с Олаф Ралф разбива интернета Замръзналото кралство 2 Имало едно време едно студио | Елза              |
| Кейтлин Роброк    | Мики Маус - Забавната къща Имало едно време едно студио | Мини Маус         |
| Кристен Уиг       | Как да си дресираш дракон (дублаж на Александра Аудио) Как да си дресираш дракон 2 Как да си дресираш дракон: Тайнственият свят                                        | Вироглава         |
| Лори Алън         | Лагер Корал: Младежките години на Спондж Боб Шоуто на Патрик Звездата                                                                                                  | Перла Рак         |
| Манди Мур         | Рапунцел и разбойникът Рапунцел и разбойникът завинаги Приключенията на Рапунцел и разбойника Ралф разбива интернета Имало едно време едно студио                      | Рапунцел          |
| Мери Джо Катлет   | Спондж Боб Квадратни гащи (дублаж на Про Филмс) Лагер Корал: Младежките години на Спондж Боб                                                                           | Госпожа Пъф       |

### Анимационни сериали
- „Евър Афтър Хай“ – Ашлин Ела
- „Зу Зу“ (дублаж на Александра Аудио), 2017
- „Искрица и Сияйница“ – Други гласове
- „Лагер Корал: Младежките години на Спондж Боб“ – Госпожа Пъф, 2021
- „Легендата за Кора“ – Асами Сато и Джинора
- „ЛолиРок“
- „Междузвездни войни: Войните на клонираните“ (дублаж на Александра Аудио), 2020
- „Мега-чудесата на Калинката и Черния котарак“ – Маринет/Калинката
- „Междузвездни войни: Бунтовниците“ – Макет Туа
- „Пазител на Лъвските земи“ – Джасири
- „Призракът и Моли Макгий“ – Гримбела, 2022
- „Сабрина: Тайната на една вещица“ – Сабрина Спелман
- „Скуби-Ду! Мистерия ООД“ – Трини Лий (вокал)
- „Стар Дарлингс“ – Сейдж
- „Стивън Вселенски“ – Перидот, Рубин, Кони, Сардоникс, Д-р Махешаран, Сейди, Стивони и Бисмут
- „Уинкс Клуб“ (дублаж на Александра Аудио) – Флора
- „Хамстер и Гретел“ – Каролина Грант-Гомез/Ла Себола, 2023

### Анимационни филми
- „Героичната шесторка“ – Меден Лимон, 2014
- „Гнездото на дракона“, 2014
- „Горските мечоци: Завръщане на Земята“ – госпожа Круз, 2023
- „Емоджи: Филмът“ – Акико Глитър, 2017
- „Енканто“ – Леля Пепа (Каролина Гайтан), 2021[8][9][10]
- „Желание“ – Кралица Амая, 2023
- „Измислени приятели“ – Блосъм (Фийби Уолър-Бридж), 2024
- „Лу и мъничетата“ – Деклан, 2023
- „Маймунджилъци“, 2015
- „Малкото пони: Филмът“ – Вихър/Капитан Харпия, 2017
- „Отвътре навън“ – Забравителка, 2015
- „Покахонтас 2: Пътуване в нов свят“ – Кралица Ана, 2018
- „Рая и последният дракон“, 2021
- „Сладките грозничета“ – Манди (Джанел Монае), 2019
- „Тайната на Коко“ – Водеща на конкурс в света на мъртвите, 2017
- „Тайният свят на Финик“ – Други гласове, 2023
- „Том и Джери срещат Шерлок Холмс“ – Ред (вокал), 2016
- „Уинкс: Мистерия от дълбините“ – Флора, 2014
- „Фреди Грозника“, 2011
- „Хей, Арнолд: Филм за джунглата“ – Хелга Патаки, 2018
- „Чудовищна забава“ – Бетси

### Игрални сериали (войсоувър дублаж)
- „Сто години сън“, 2019-2020

### Игрални сериали (нахсинхронен дублаж)
- „100 неща за правене преди гимназията“ – Г-жа Мартин и Лелката Наташа Вилавувудович
- „Астронавтите“ – Кони, 2022
- „Виолета“ (дублаж на Александра Аудио – трети сезон, до 25-ти епизод), 2014-2015
- „Кейси под прикритие“ – Урусла, 2015-2017
- „Лив и Мади“ – Мади, 2013
- „Мистериите на Хънтър Стрийт“ – Хедуиг Хънтър
- „Русалките от Мако“ – Сирена, 2014-2015
- „Тя е Лей Лей“ – Триш, 2023
- „Ултра Вайълет и Черния скорпион“ – Нина, 2023

### Игрални филми (войсоувър дублаж)
- „Братя“ – Джени Фернандез
- „В Брюж“, 2021
- „Дневникът на един дръндьо: Искам вкъщи“, 2020
- „Междузвездни войни: Епизод II - Клонираните атакуват“ (дублаж на Александра Аудио) – Дорме, 2018
- „Междузвездни войни: Епизод IV - Нова надежда“ (дублаж на Александра Аудио) – Беру, 2018
- „Смъртоносна надпревара 4: Отвъд анархията“, 2020

### Игрални филми (нахсинхронен дублаж)
- „Rogue One: История от Междузвездни войни“ – Джин Ерсо (Фелисити Джоунс), 2016
- „Аватар“ (дублаж на „Александра Аудио“) – Други гласове, 2022
- „Аладин“ – Други гласове, 2019
- „Вътрешен глас“ – Корин Спрус, 2018
- „Коледа с Шумникови“ – Лори Шумникова, 2022
- „Крокодилът Лайл“ – Кейти Прим (Констанс Ву), 2022
- „Мъпетите“ – Мери (Ейми Адамс), 2012
- „Привидения в къщата“ – Други гласове, 2023
- „Том и Джери“ – Прита, 2021
- „Уонка“ – Други гласове, 2023

### Документални поредици
- „Александър Велики“, 2022

### Телевизионни предавания
- „Шоуто на Греъм Нортън“, 2017

## Награди и отличия
- 2014 г. – Грамота за главна роля в Замръзналото кралство, получено от Disney International Warsaw, Poland.
- 2006 г. – Национален конкурс „Лайош Кошут“, Шумен – Награда на съюза на артистите в България
- 2003 г. – Международен музикален фестивал „Откритие“, Варна – Награда за перспективен млад изпълнител
- 2002 г. – Национален конкурс за оперета и мюзикъл „Мими Балканска“, проведен в ДМТ „Стефан Македонски“, София – лауреат

## Личен живот
Надежда има дъщеря. Има и една сестра на име Стела Панайотова.